# Masacre de Portella della Ginestra
La masacre de Portella della Ginestra se refiere a la matanza de 11 personas y 27 heridos durante las celebraciones del Primero de Mayo en Sicilia el 1 de mayo de 1947, en el municipio de Piana degli Albanesi . Los responsables fueron el líder bandido y separatista Salvatore Giuliano y su banda, aunque sus motivos e intenciones siguen siendo motivo de controversia.

## Antecedentes
Desde mayo de 1893, durante el período de los Fasci Siciliani, los campesinos de las localidades vecinas de Piana degli Albanesi, San Giuseppe Jato y San Cipirello solían reunirse en Portella della Ginestra para las celebraciones del Día del Trabajo por iniciativa del médico y líder campesino. Nicola Barbato, que hablaba al público desde una gran roca que más tarde se llamó "La Piedra de Barbato". La tradición fue interrumpida durante el período fascista y retomada después de la caída del régimen fascista.  
La masacre tuvo lugar doce días después de una sorpresiva victoria del Bloque Popular ( Blocco del popolo ), una coalición del Partido Comunista Italiano ( Partito Comunista Italiano, PCI) y el Partido Socialista Italiano ( Partito Socialista Italiano, PSI), en las elecciones. para la Asamblea Constituyente de la región autónoma de Sicilia del 20 al 21 de abril de 1947. El Bloque Popular obtuvo el 29,13 por ciento de los votos, mientras que el Partido Demócrata Cristiano obtuvo el 20,52 por ciento y el Frente del Hombre Común y el Partido Nacional Monárquico quedaron en tercer y cuarto lugar. 

## La masacre
El 1 de mayo de 1947, cientos de campesinos, en su mayoría pobres, se reunieron en Portella della Ginestra, a tres kilómetros de la ciudad de Piana degli Albanesi, camino a San Giuseppe Jato, para el tradicional desfile internacional del Día del Trabajo. A las 10:15, el secretario del Partido Comunista de Piana degli Albanesi empezó a dirigirse a la multitud cuando estallaron los disparos. Más tarde se determinó que habían sido disparadas ametralladoras desde las colinas circundantes, así como por hombres a caballo. Once personas murieron, entre ellas cuatro niños: Serafino Lascari (15), Giovanni Grifò (12), Giuseppe Di Maggio (13) y Vincenza La Fata (8). Veintisiete personas resultaron heridas, incluida una niña a la que le dispararon la mandíbula.
El ataque fue atribuido al bandido y líder separatista Salvatore Giuliano. Su objetivo era castigar a los izquierdistas locales por los recientes resultados electorales. En una carta abierta asumió la responsabilidad exclusiva de los asesinatos y afirmó que sólo quería que sus hombres dispararan por encima de las cabezas de la multitud; Las muertes habían sido un error.
Hasta la masacre, muchos habían considerado a Giuliano como un Robin Hood moderno que robaba (e incluso secuestraba ) a los sicilianos ricos para ayudar a los sicilianos empobrecidos. Sin embargo, el tiroteo contra niños y campesinos en Ginestra indignó a sus antiguos admiradores, y el gobierno italiano ofreció una recompensa de tres millones de liras (13.200 dólares en 1947, 150.000 dólares en 2019) por la captura de Giuliano.
La masacre creó un escándalo nacional. La Confederación General del Trabajo Italiana, controlada por los comunistas, convocó una huelga general en protesta contra la masacre. Según informes periodísticos, se escucharon indicios de la posibilidad de una guerra civil cuando los líderes comunistas arengaron a las reuniones de 6.000.000 de trabajadores que estaban en huelga en toda Italia en protesta contra la masacre del Primero de Mayo en Sicilia.
El ministro del Interior, el democristiano Mario Scelba, informó al Parlamento al día siguiente que, hasta donde la policía pudo determinar, el tiroteo en Portella della Ginestra no fue político. Los bandidos infestaron notoriamente el valle en el que ocurrió, dijo Scelba. Li Causi no estuvo de acuerdo y acusó a la mafia de haber perpetrado el ataque, en connivencia con los grandes terratenientes, los monárquicos y el derechista Frente del Hombre Común . El debate terminó en una pelea a puñetazos entre la izquierda y la derecha. En la pelea participaron casi 200 diputados.

## Teorías
Mientras que algunos historiadores ven la masacre como una conspiración de la mafia, las fuerzas políticas anticomunistas –el Partido Demócrata Cristiano en particular– y los servicios de inteligencia estadounidenses tras la Guerra Fría,  otros consideran el baño de sangre como la culminación de las luchas locales por los derechos a la tierra y la reforma agraria en la zona de Piana degli Albanesi y San Giuseppe Jato . Al igual que al final de la Primera Guerra Mundial, en el período de posguerra se produjo un aumento de la violencia entre los terratenientes respaldados por la mafia y los movimientos campesinos de izquierda . Unas semanas antes de la masacre, el jefe de la mafia local de Piana, Francesco Cuccia, y otros habían pedido dinero a los terratenientes para "acabar con los comunistas de una vez por todas". Dejaron claro que estaban dispuestos a ir más allá de los tradicionales actos de violencia mafiosa que se habían utilizado contra el movimiento campesino socialista antes del ascenso del fascismo a principios de la década de 1920, cuando seis militantes socialistas habían sido asesinados en Piana.